# Real Colegiata de Santa María (Roncesvalles)
La Real Colegiata de Santa María es un conjunto monumental situado en la localidad de Roncesvalles (Navarra, España), considerado como el mejor ejemplo navarro del gótico, al más puro estilo de la región parisina de la Isla de Francia. Su construcción fue impulsada por el rey de Navarra Sancho VII, el Fuerte quién deseaba, al mismo tiempo, le sirviera de lugar de enterramiento como finalmente fue. Se levantó a principios del siglo XIII y acogiendo entre sus paredes una preciosa imagen de la Virgen del siglo XIV. Ha sufrido varias reformas y reconstrucciones tras varios contratiempos siendo la reconstrucción del siglo XVII la que afectó a todo el conjunto especialmente a la iglesia y claustro.

## Historia
Se admite la hipótesis de que hubo una iglesia anterior a la actual del siglo XIII, si bien las opiniones difieren sobre su ubicación. El templo actual se construyó gracias a Sancho VII «el Fuerte» (1194–1234), quien lo eligió como lugar de enterramiento. No hay datos concretos sobre las fechas de la construcción de la iglesia, pero se sabe que fue a principios del siglo XIII, entre 1215 y 1221.

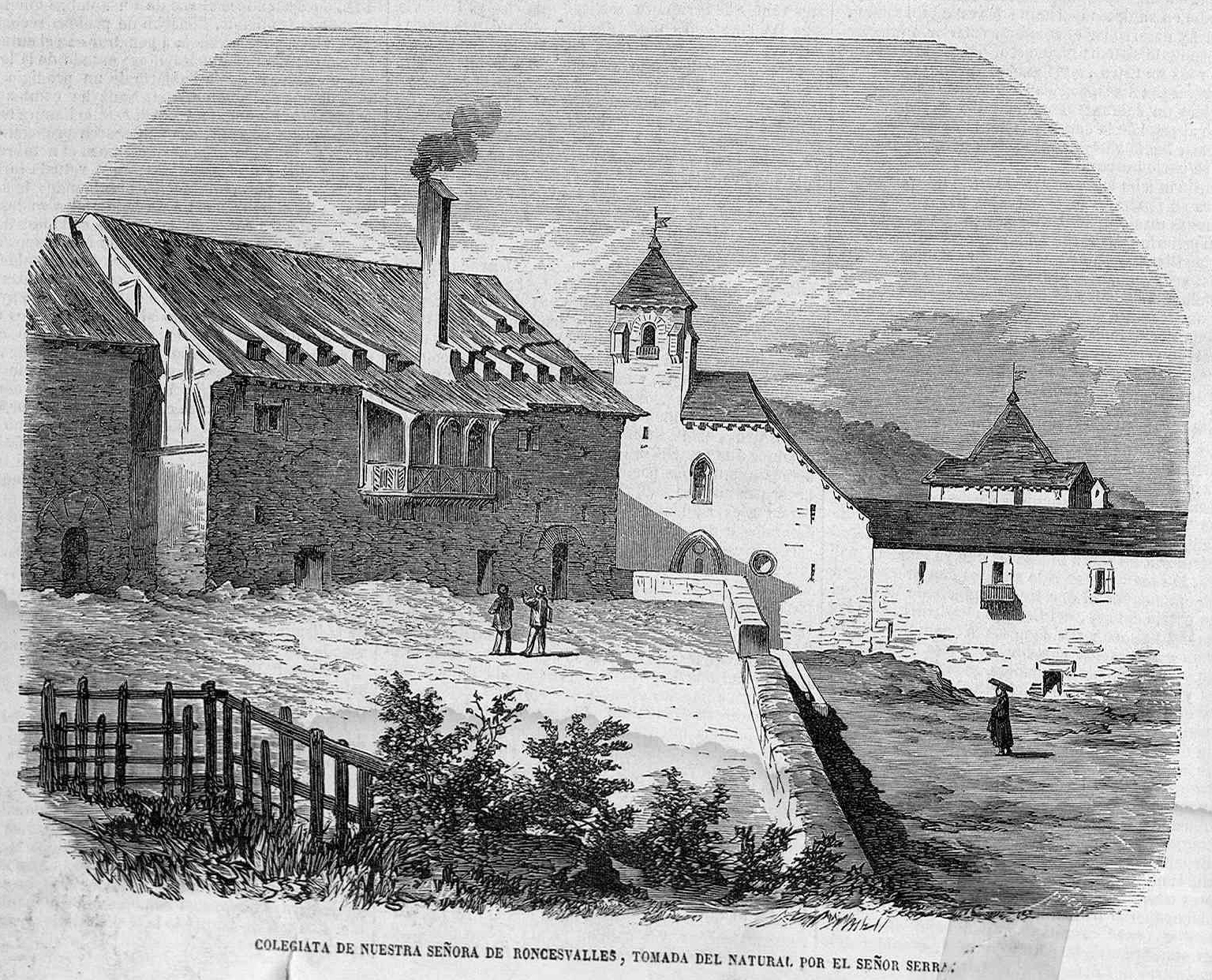
Vista de la colegiata, dibujo de Jaime Serra y Gisbert publicado en 1866 en El Museo Universal
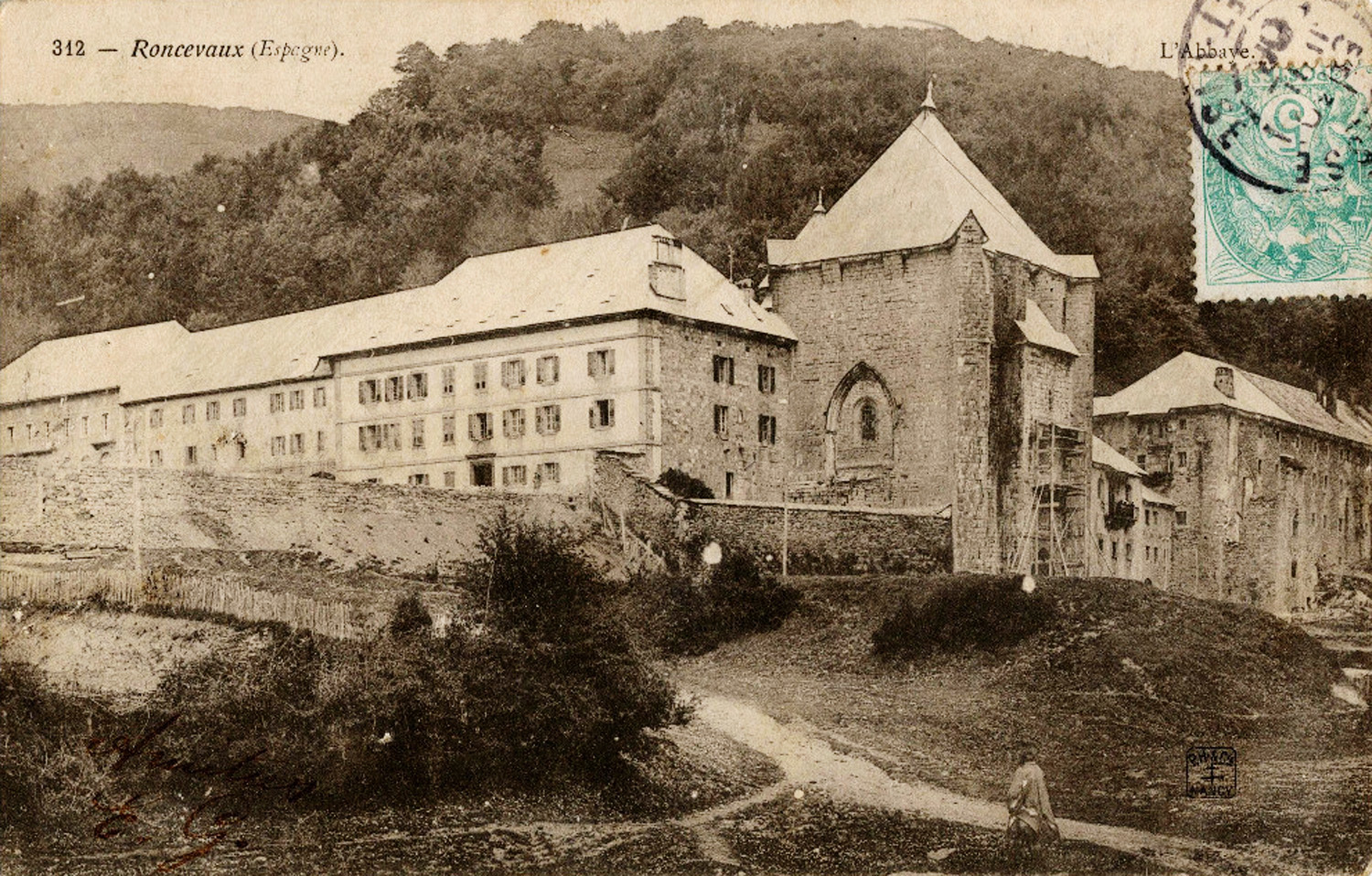
Antigua postal de Roncevalles, c. 1900. P. H. & C. Croix de Lorraine Nancy
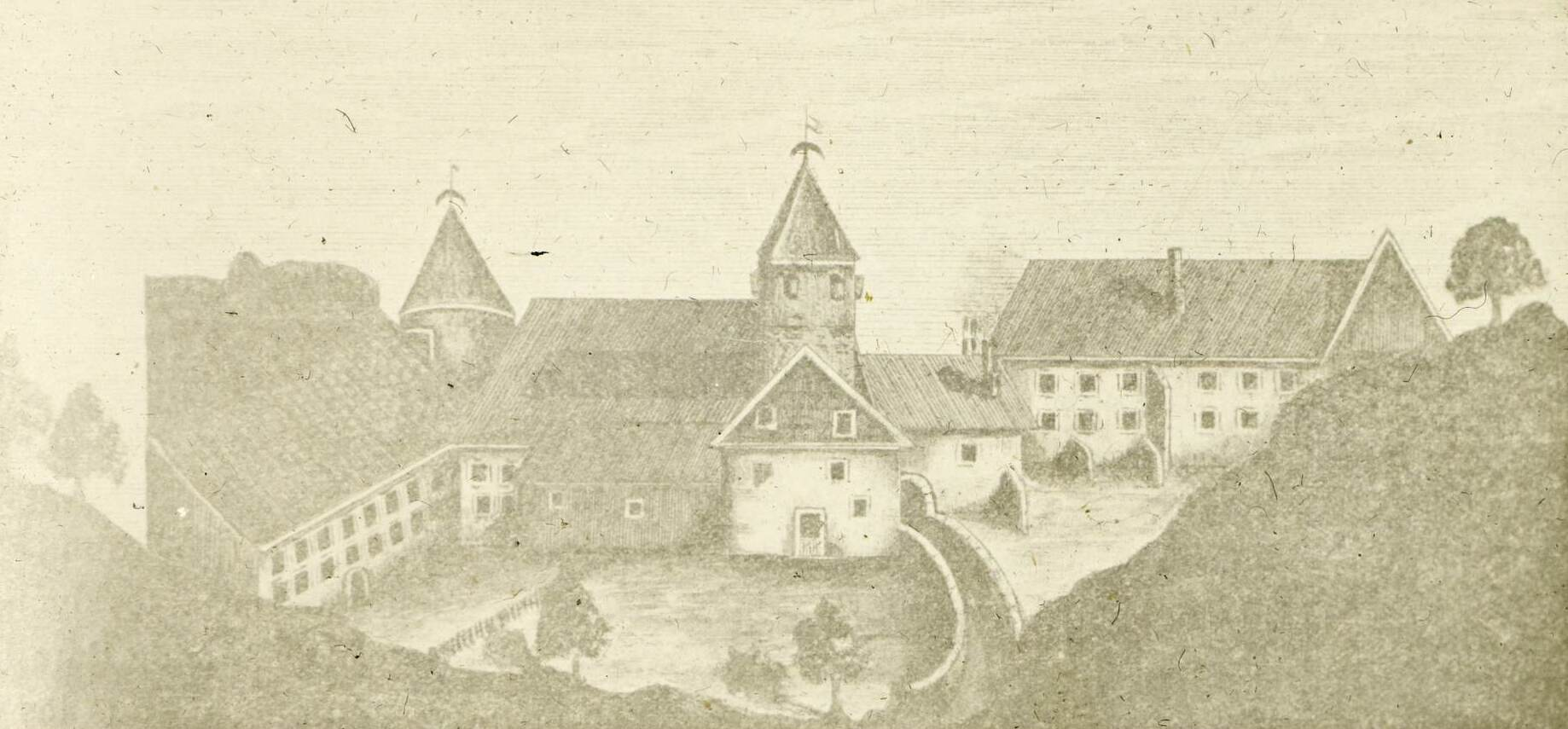
Estampa antigua del Hospital de Roncesvalles, de J-A Brutails (Universidad Bordeaux-Montaigne)

La Colegiata sufrió importantes desperfectos ocasionados principalmente por varios incendios ocurridos en 1445, 1468 y 1626. A comienzos del siglo XVII, su estado de deterioro y casi abandono propició su reconstrucción, abarcando todo el recinto colegial, especialmente a la iglesia y al claustro. Se enmascaró el interior gótico y se le dio forma barroca salvo en el presbiterio y el tramo de nave que le precede, donde quedaron a la vista los elementos góticos.
Su situación netamente fronteriza, los incendios antes mencionados y algunas restauraciones más o menos desafortunadas han supuesto que la iglesia haya sufrido muchos cambios hasta nuestros días. Posiblemente a su mal estado y situación a mediados del siglo XVII se emprenden algunas reformas y, como era habitual en la época, «se procedió (como en construcciones coetáneas) a disfrazar la vieja fábrica gótica en el estilo imperante por esas fechas». Entre 1622-1627 se produce su remodelación buscando su refuerzo y el «enmascaramiento de la fábrica primitiva.» La Guerra contra la Convención (1793-1795) también dejó su huella.
Pero también a mediados del siglo XX, más concretamente, «entre 1939 y 1944, conforme a los criterios de Onofre Larumbe y del arquitecto Francisco Garraus» fue objeto de una «intensa reconstrucción» cuyo resultado se observa en el estado actual. Al respecto, unos meses más tarde, escribía en la revista Príncipe de Viana el arquitecto Leopoldo Torres Balbas:

Un destino adverso parece haber perseguido constantemente a los edificios del albergue u hospedería de Roncesvalles. Levantada la iglesia por la munificencia de Sancho el Fuerte de Navarra en los primeros años del siglo XIII, tal vez no llegó a terminarse según el plan primitivo. En 1445 un incendio produjo grandes daños en el templo. Más tarde un abad innovador lo puso a la moda de comienzos del siglo XVII, enmascarándolo casi por completo, causa de que haya pasado desapercibido para no pocas gentes en tiempos modernos. Y, finalmente, a partir de 1940 sufre una radical y torpe restauración. Después de quitados los revestidos de la época de Felipe IV, picáronse los viejos sillares para darles apariencia de obra nueva; con cemento se han completado fea y pobremente molduras, capiteles y otros elementos, y revestido, fingiendo sillería, las bóvedas de ladrillo; inventáronse púlpitos, empotrados en los muros, y ventanas con formas que nunca tuvieron. Vidrieras de colores hechas en Alemania y un ostentoso mobiliario acabarán de desfigurar el fino templo gótico. Tras el disfraz anterior aún cabía imaginar sus formas primitivas. Hoy, profanado hasta su entraña, es una iglesia completamente nueva, una torpe falsificación gótica de la que huyeron a la par belleza y emoción.
Leopoldo Torres Balbas, Príncipe de Viana, 1945

## Exterior

### Cabecera
Vista desde la regata de Arrañosin se aprecia la cabecera pentagonal del templo levantada sobre la cabecera de la cripta, uno de los elementos supervivientes de la construcción original que sirvió también para salvar el desnivel existente en el terreno sobre el que se levantó el conjunto, al principio de la llanura de Burguete. Las dimensiones de la cripta, de 7,15 m de ancho por 7,20 m de longitud, permite la disposición de sus gruesos muros (entre 2,65 m-2,85 m) de tal manera que contribuyen al sostenimiento de los pilares de la iglesia cuya nave central tiene una anchura de 8,40 m.

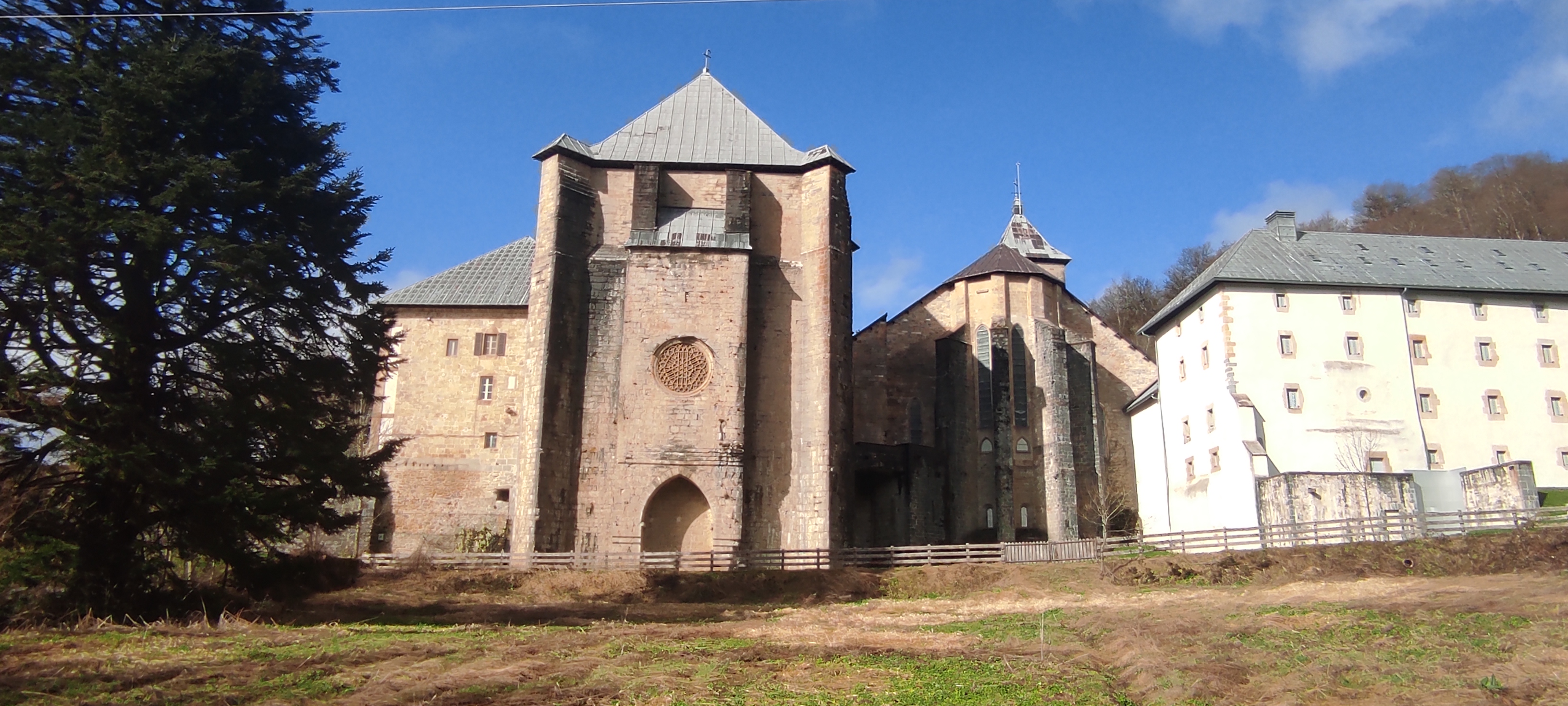
La Real Colegiata de Santa María de Roncesvalles vista desde la regata de Arrañosin. La estructura de la izquierda se corresponde con la Capilla de San Agustín quedando la iglesia más a la derecha, en la parte central de la imagen.
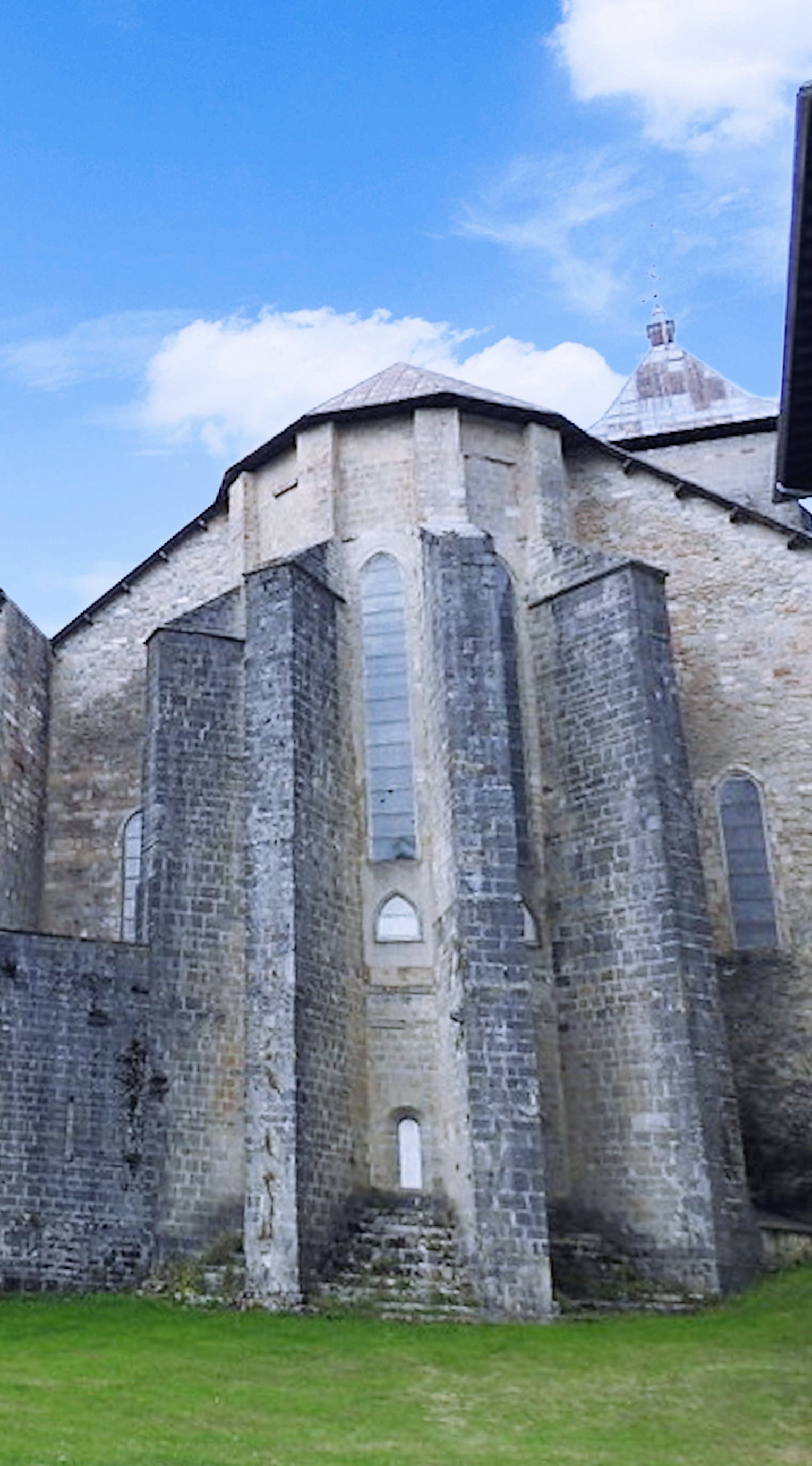
Vista exterior de la cabecera de la iglesia y de la cripta.

### Fachada
De la fachada solo es original el vano de la puerta con las tres arquivoltas. Originariamente la fachada era muy sencilla, con una puerta apuntada, flanqueada por rosetones y una ventana apuntada a cierta altura sobre la puerta.

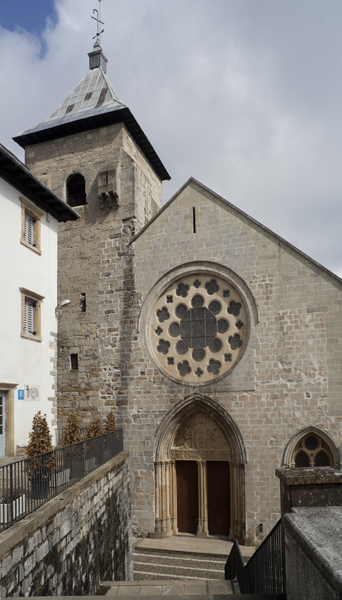
Vista de conjunto de la fachada de la iglesia
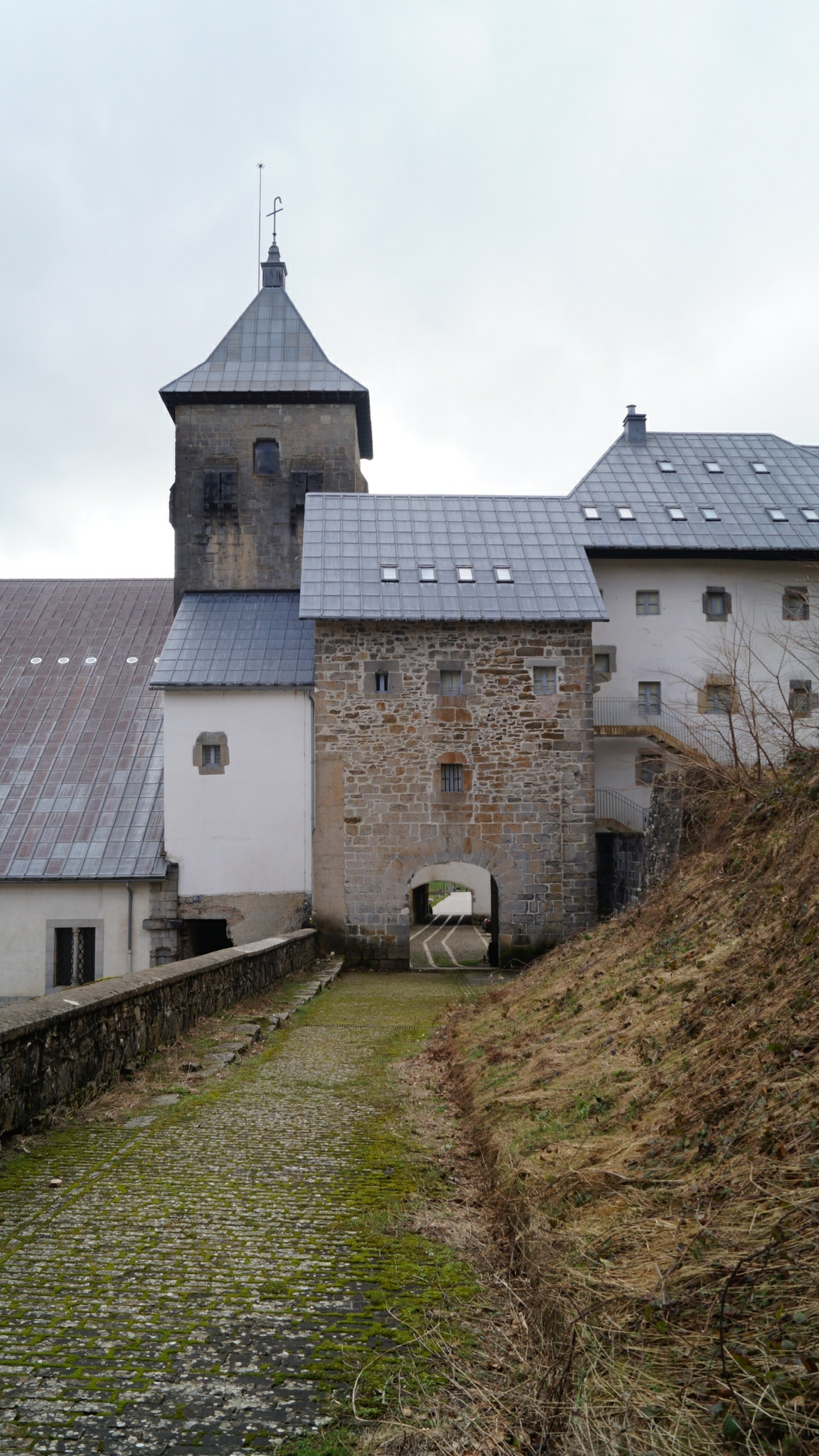
La Colegiata de Roncesvalles vista desde el norte, viniendo del Alto de Ibañeta
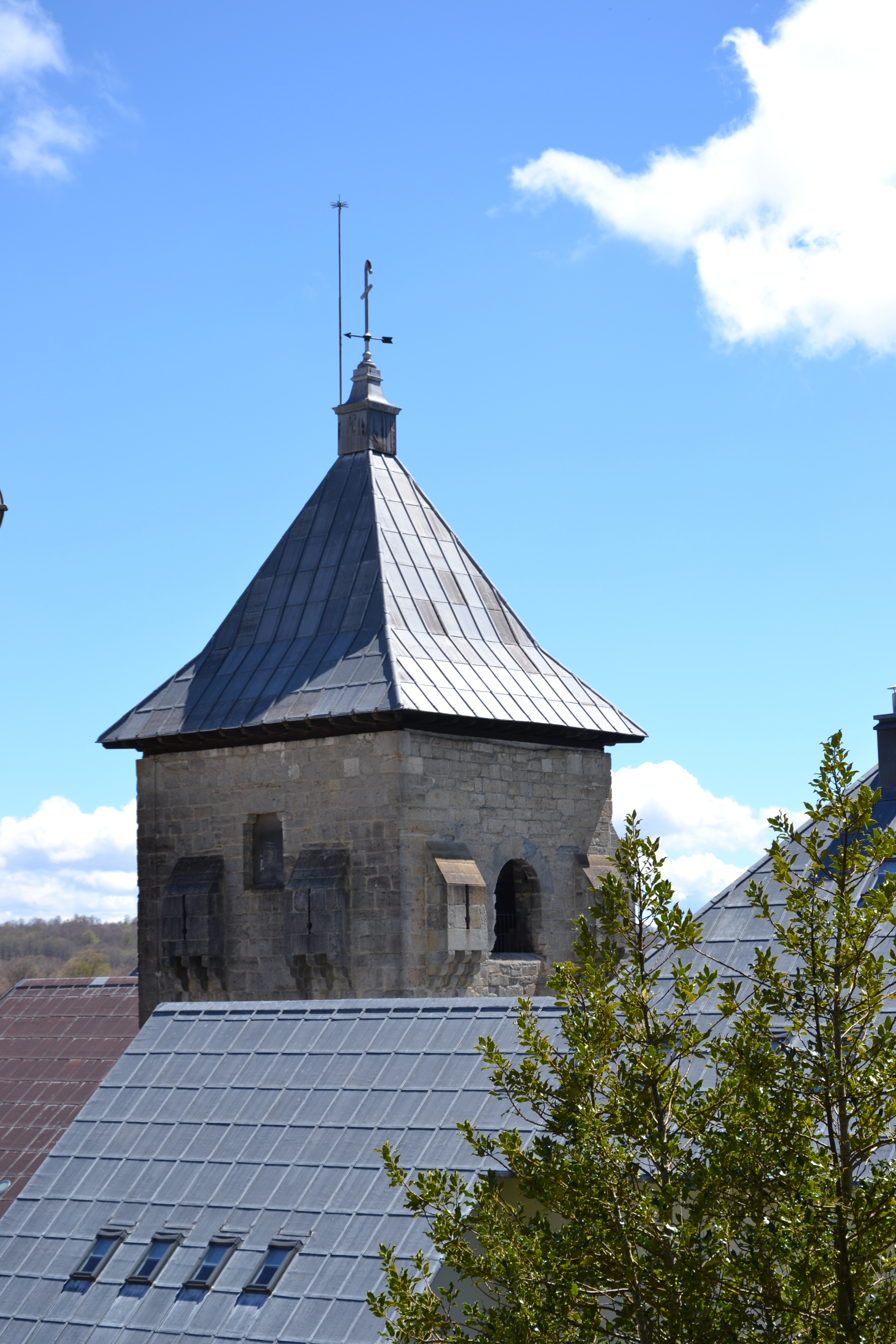
Vista del remate de la torre campanario
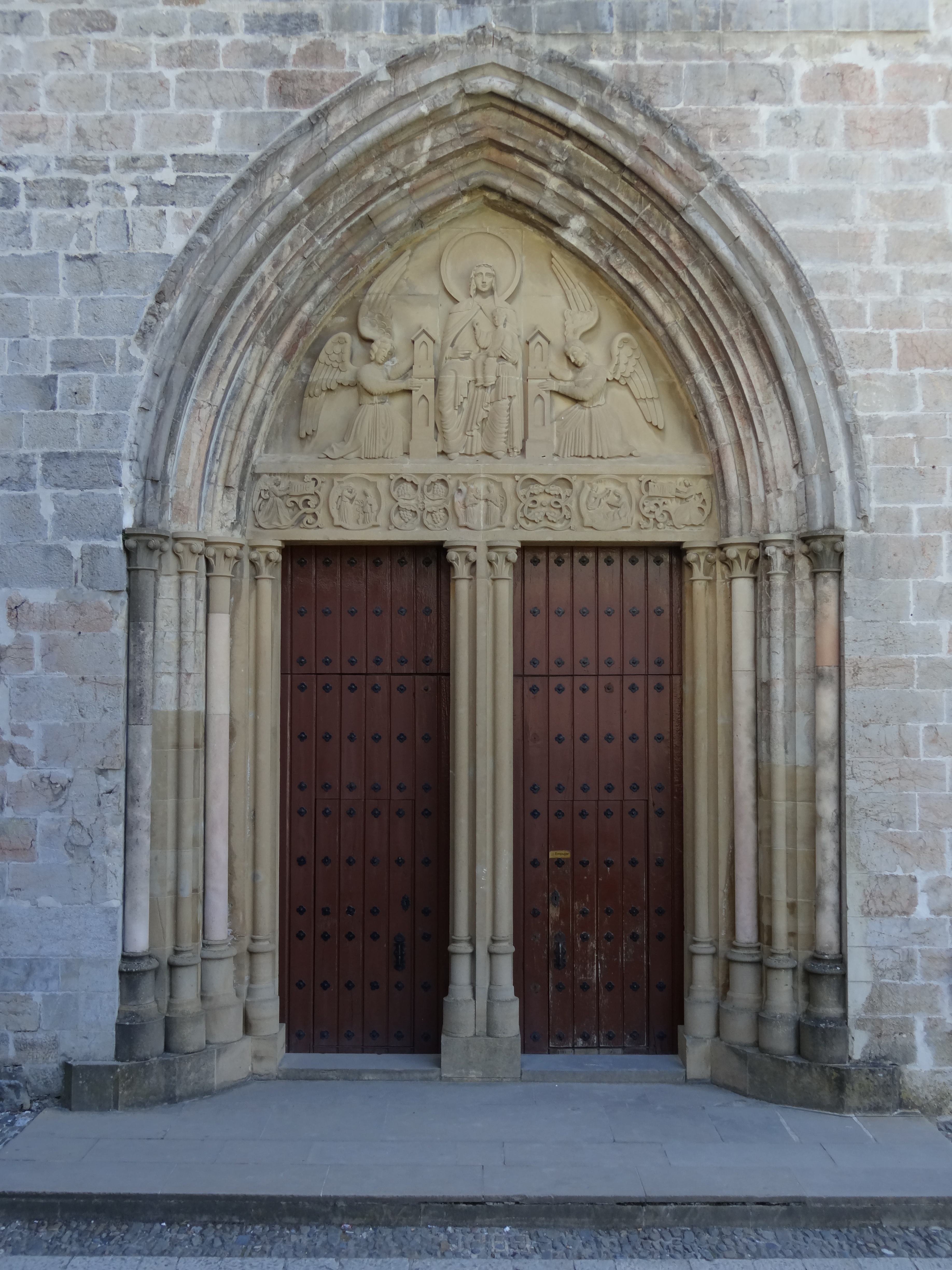
Portada de arco apuntado y con parteluz
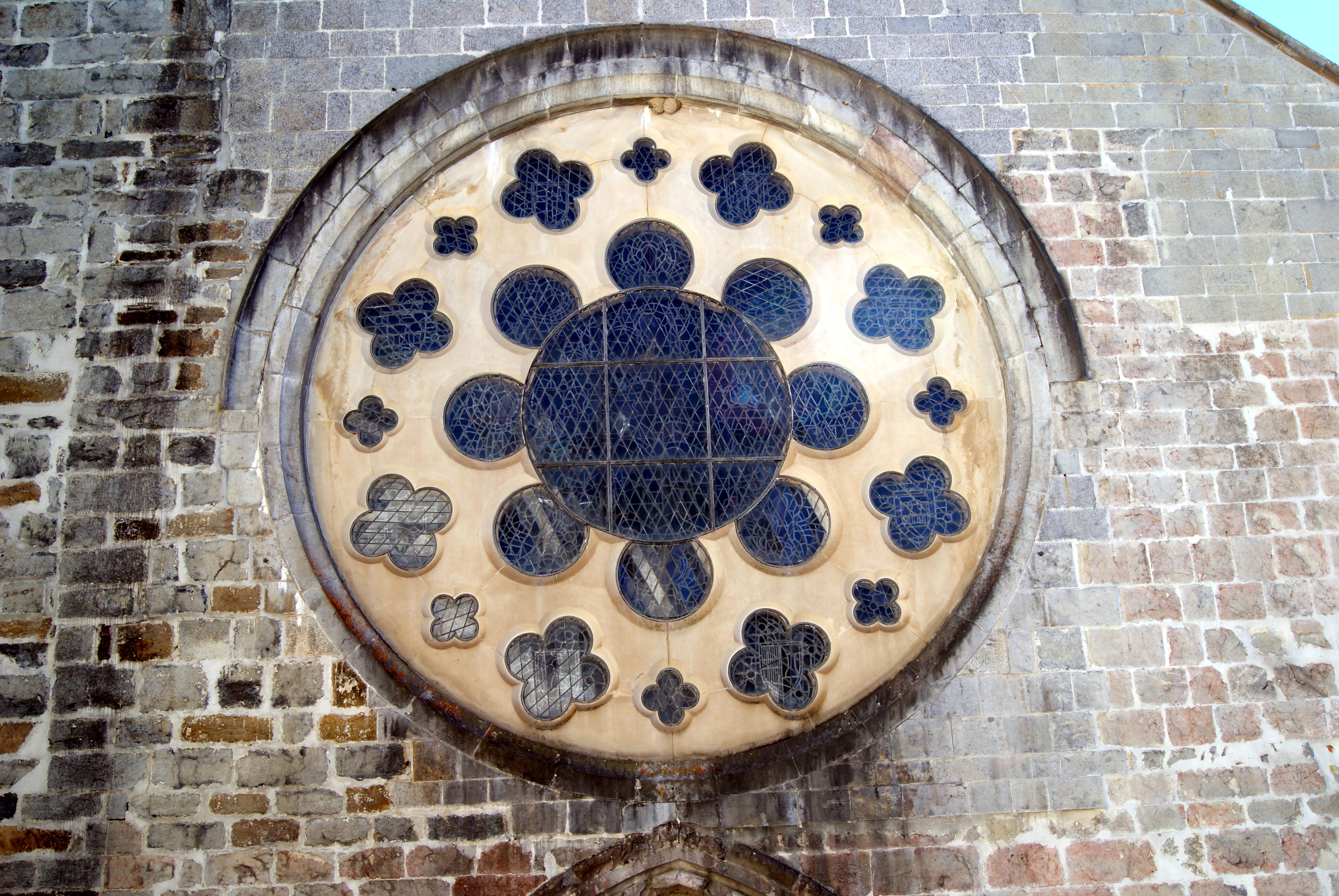
Rosetón de la fachada de la iglesia de Roncesvalles

### Torre
Probablemente construida en los siglos XIV-XV se levanta en el lado del Evangelio y se cubre con una forma piramidal con placas de plomo.

## Interior

### Planta
Hoy la iglesia presenta una planta de tres naves, la central de doble anchura que las laterales, que se dividen en cinco tramos a los que hay que añadir en la nave central una cabecera pentagonal; las laterales terminan en recto. 
El sistema de soportes está compuesto de pilares cilíndricos que separan las naves de grosor alternante, se apoyan en una basa y rematan en capitel decorado con doble faja de crochets de tratamiento muy simple. Los pilares sirven de apoyo a los arcos formeros apuntados y a las columnillas que soportan las cubiertas. 
Sobre los arcos formeros corre el triforio, formado en cada tramo de la nave central por cuatro arquillos apuntados sobre columnillas con el mismo tipo de capitel, galería que da paso sin elementos de separación al óculo en el que se dispone como único elemento decorativo una secuencia de arcos apuntados. 
En la cabecera se abren grandes ventanales decorados con vidrieras coloreadas modernas fabricadas en Alemania.

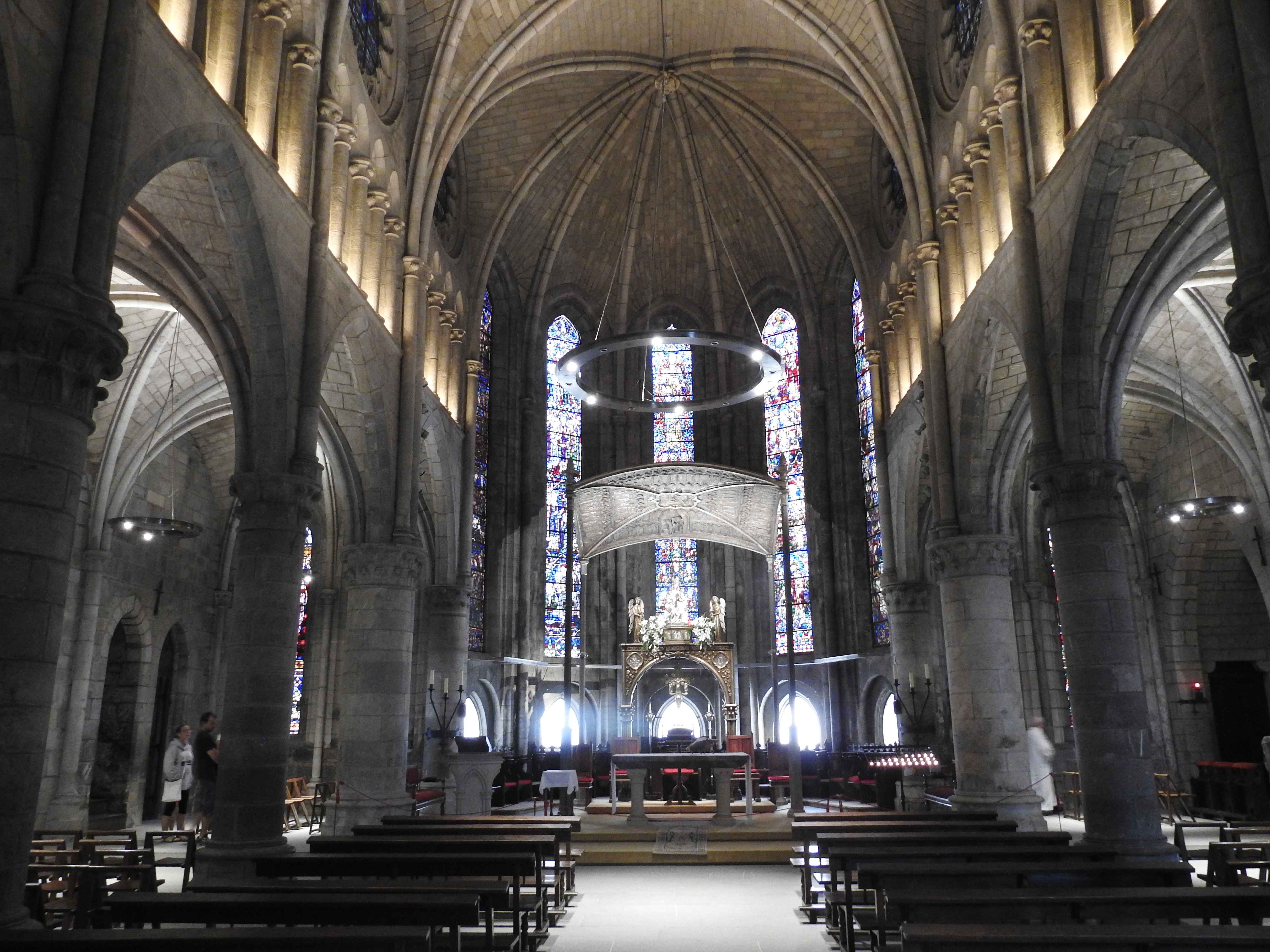
Vista del interior, nave central y laterales
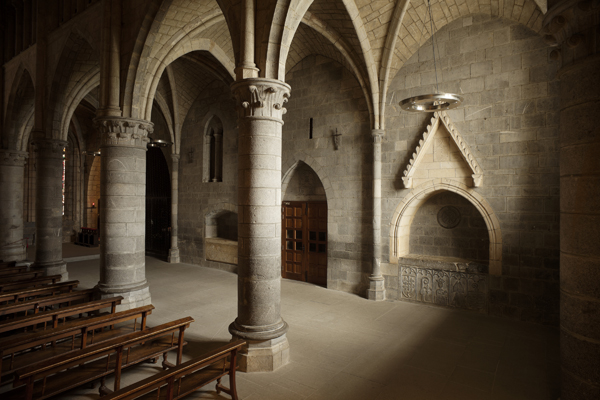
Vista de la nave del lado de la epístola
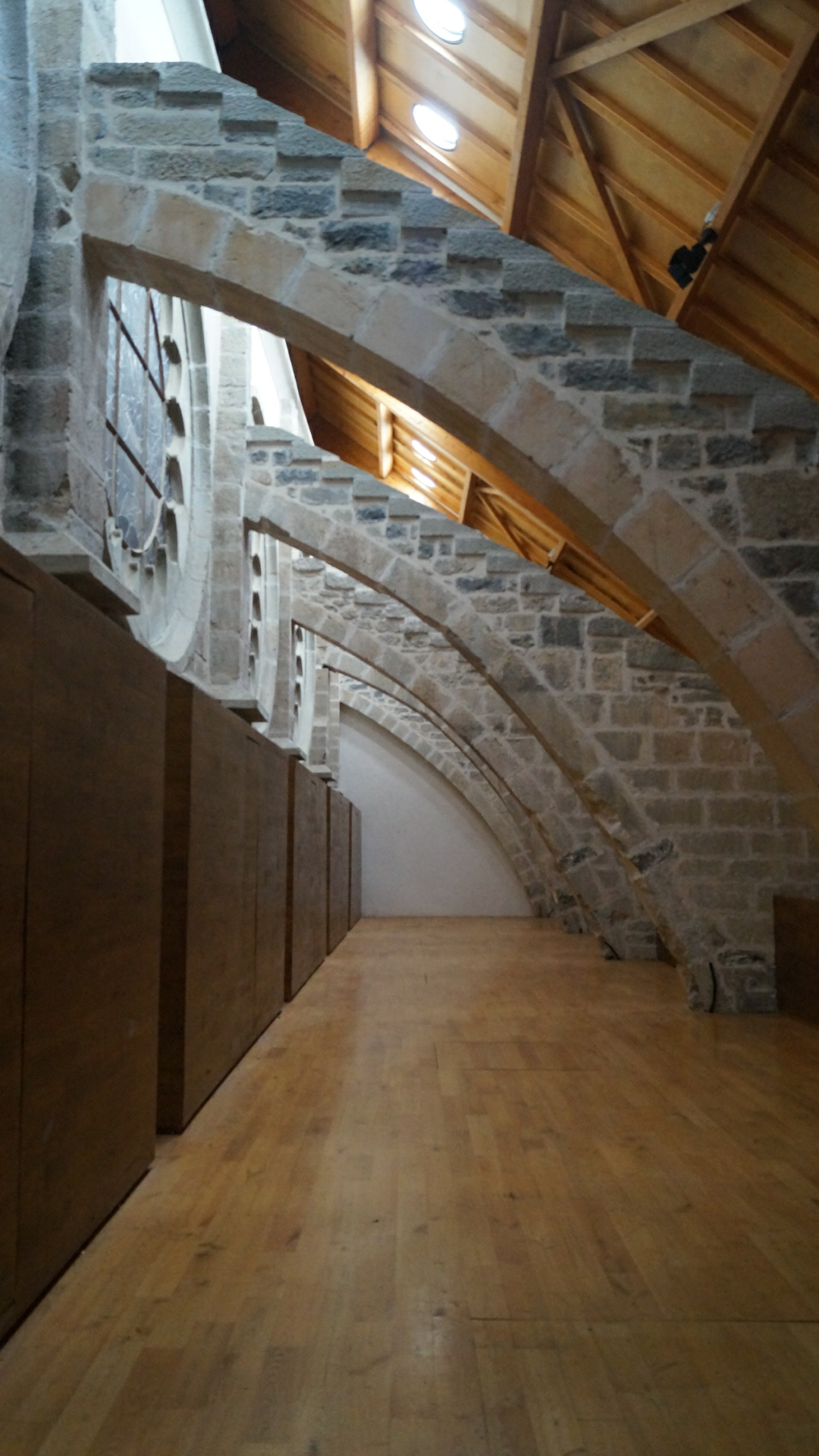
Arbotantes y cerramientos de los triforios
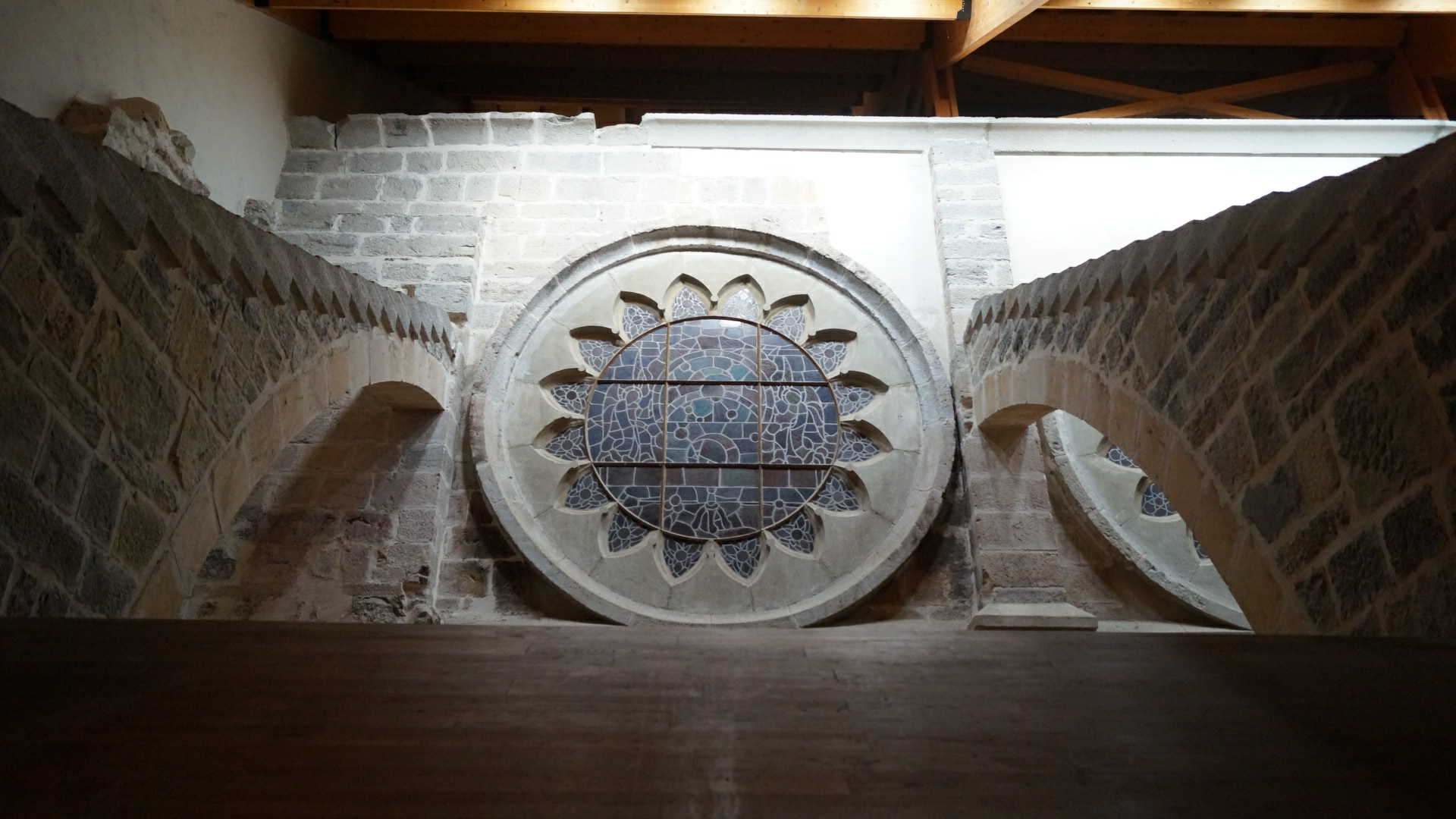
Arbotante y rosetón
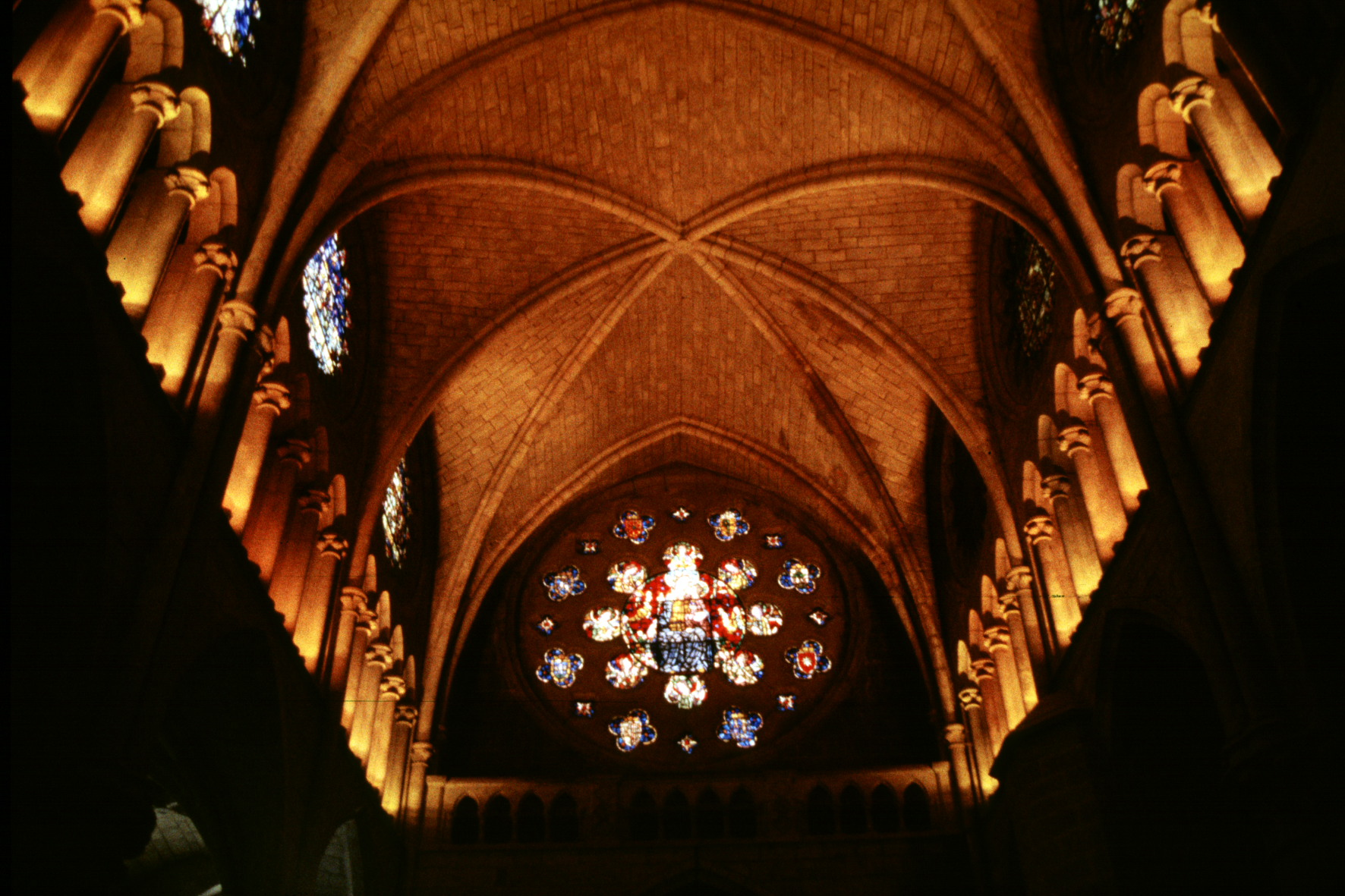
Bóveda de la nave central y rosetón principal
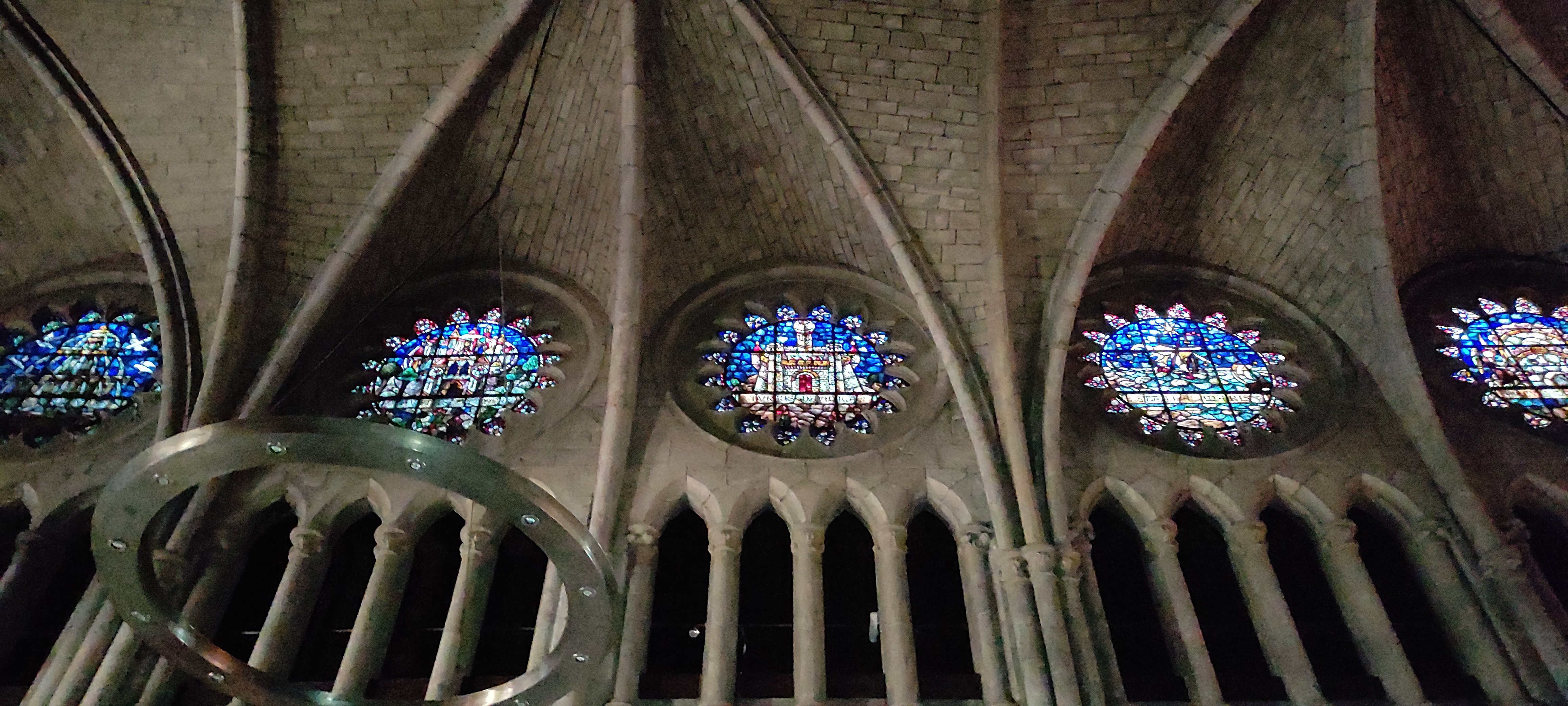
Triforios y rosetones
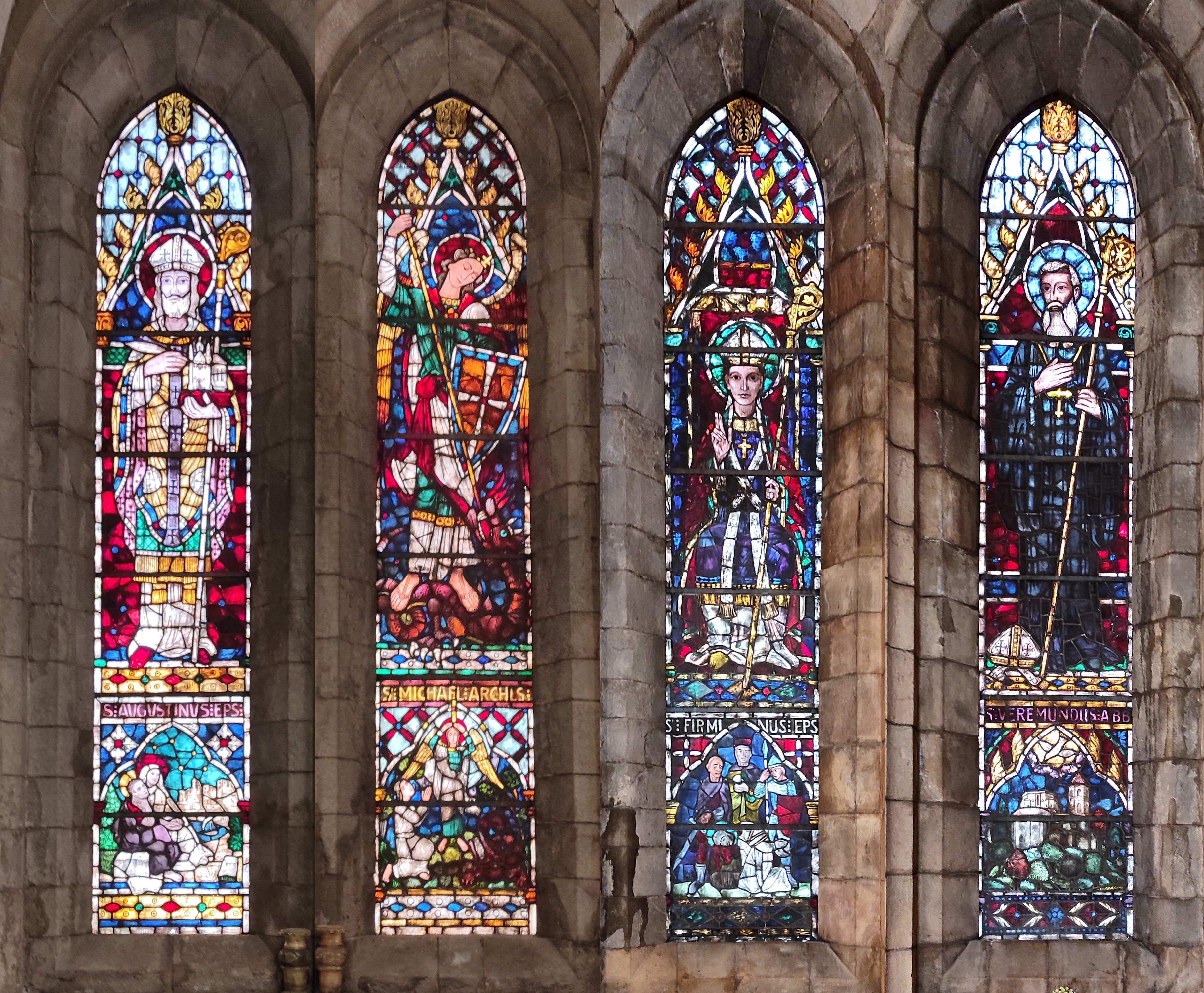
Vidrieras de la iglesia. De izda. a dcha. San Agustín, San Miguel Arcángel, San Fermín y San Veremundo.
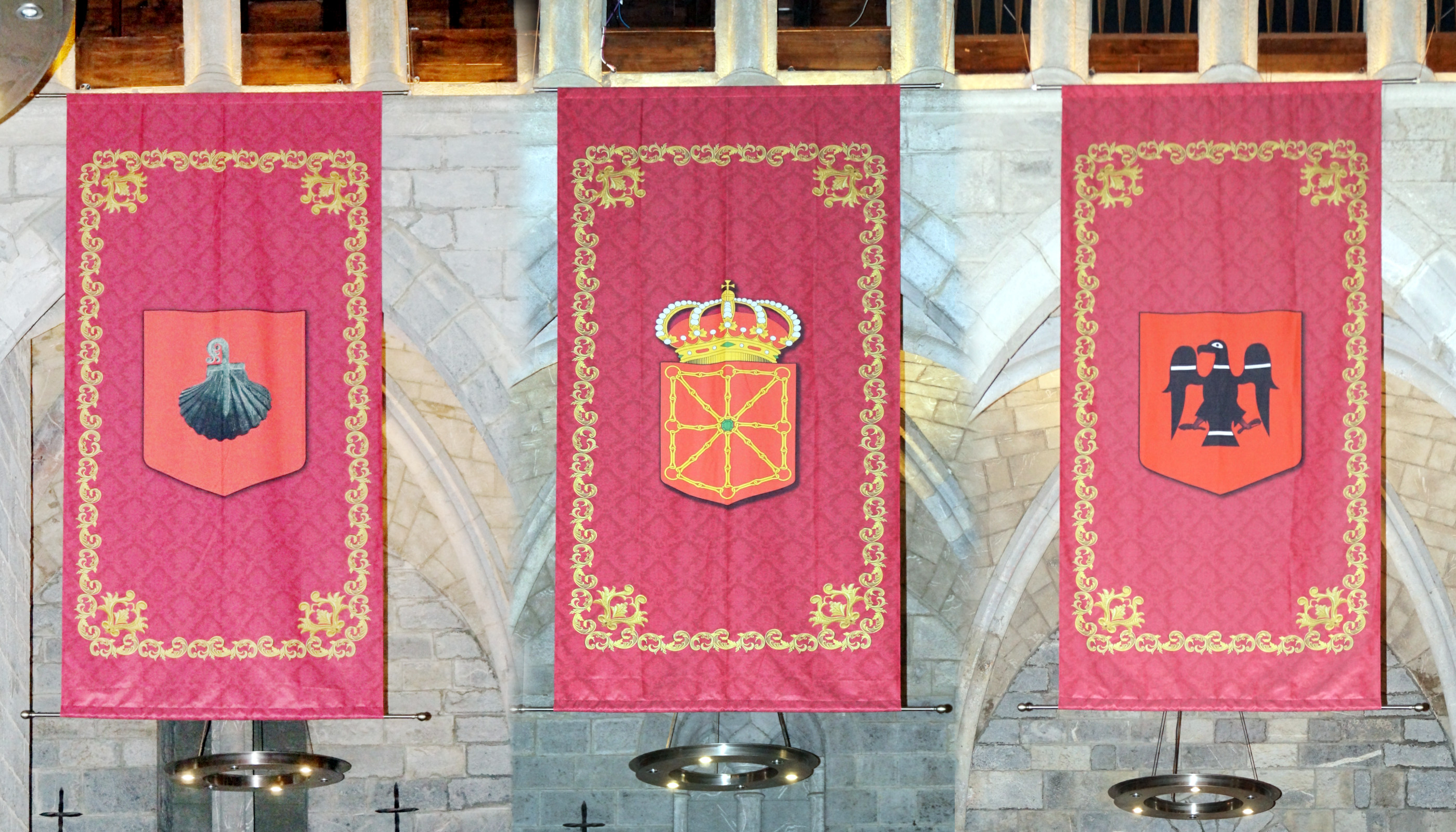
Palios de la iglesia: Roncesvalles jacobea, Navarra, Sancho el Fuerte

### Presbiterio
Preside el templo una magnífica escultura de la Virgen de Roncesvalles. Es una talla de madera, forrada de plata, gótica, de mediados del siglo XIV y realizada en Toulouse. Transmite a la perfección el espíritu gótico en lo que tiene de cercanía, naturalismo y familiaridad.

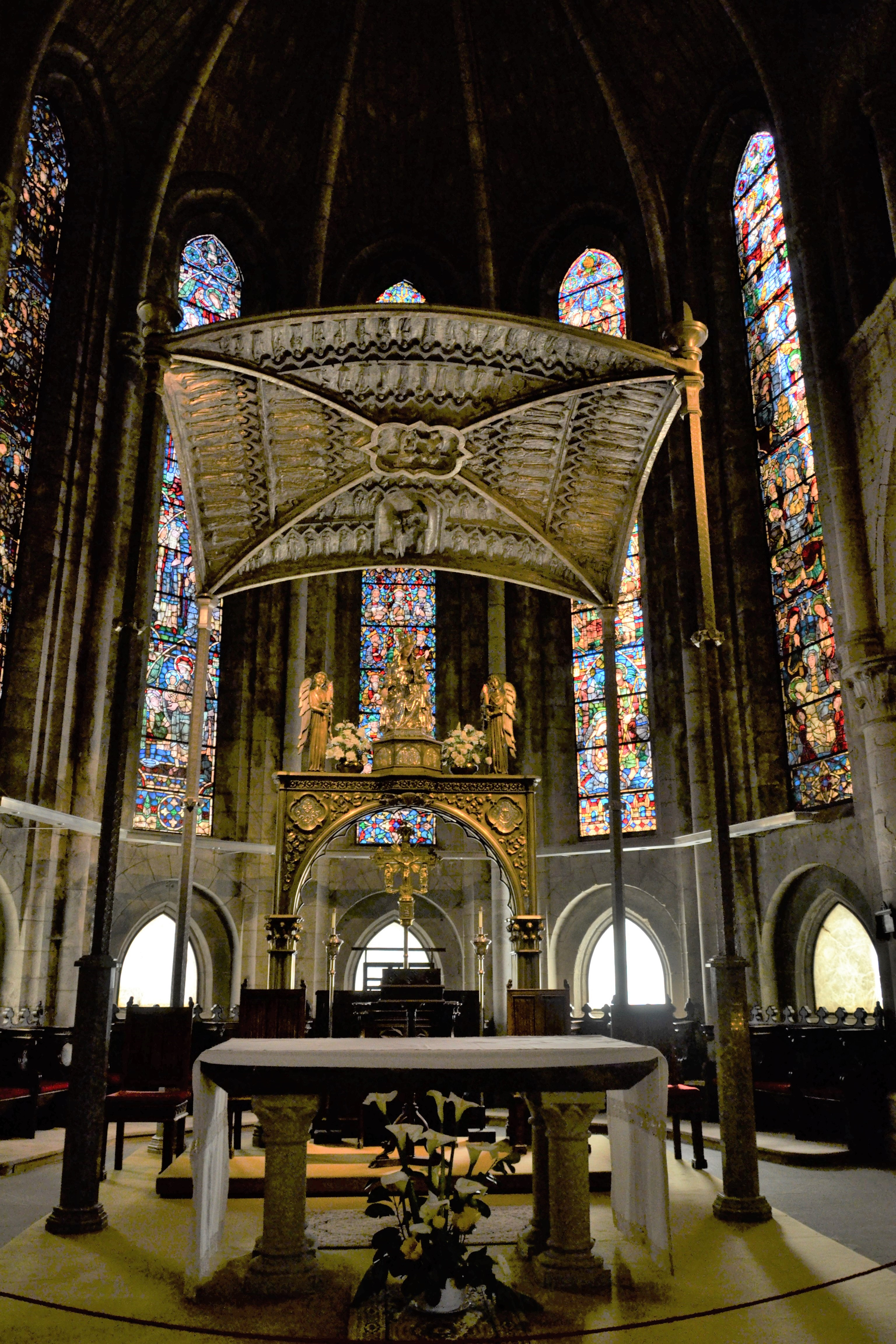
Altar mayor con la talla de Santa María
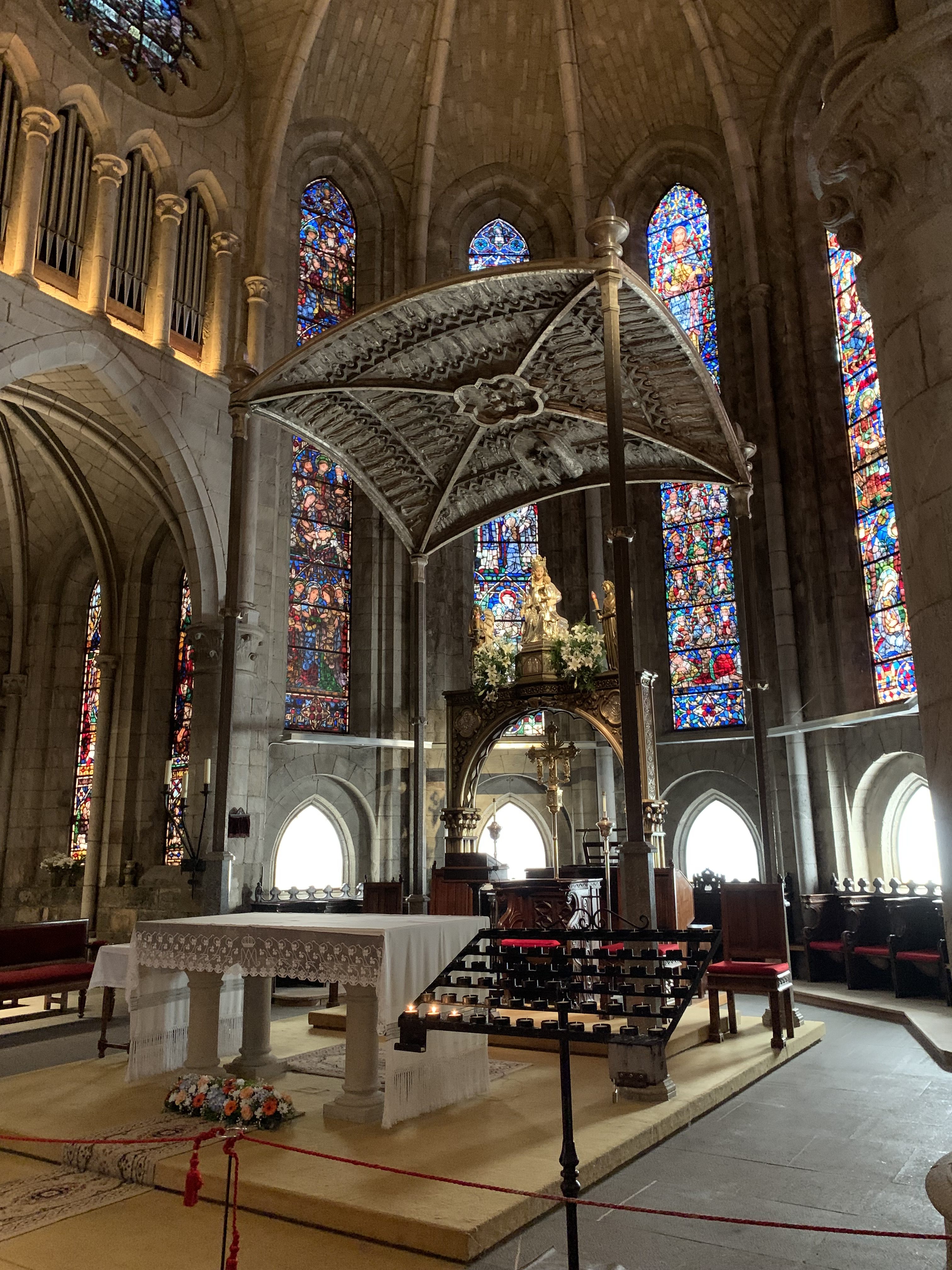
Vista del presbiterio
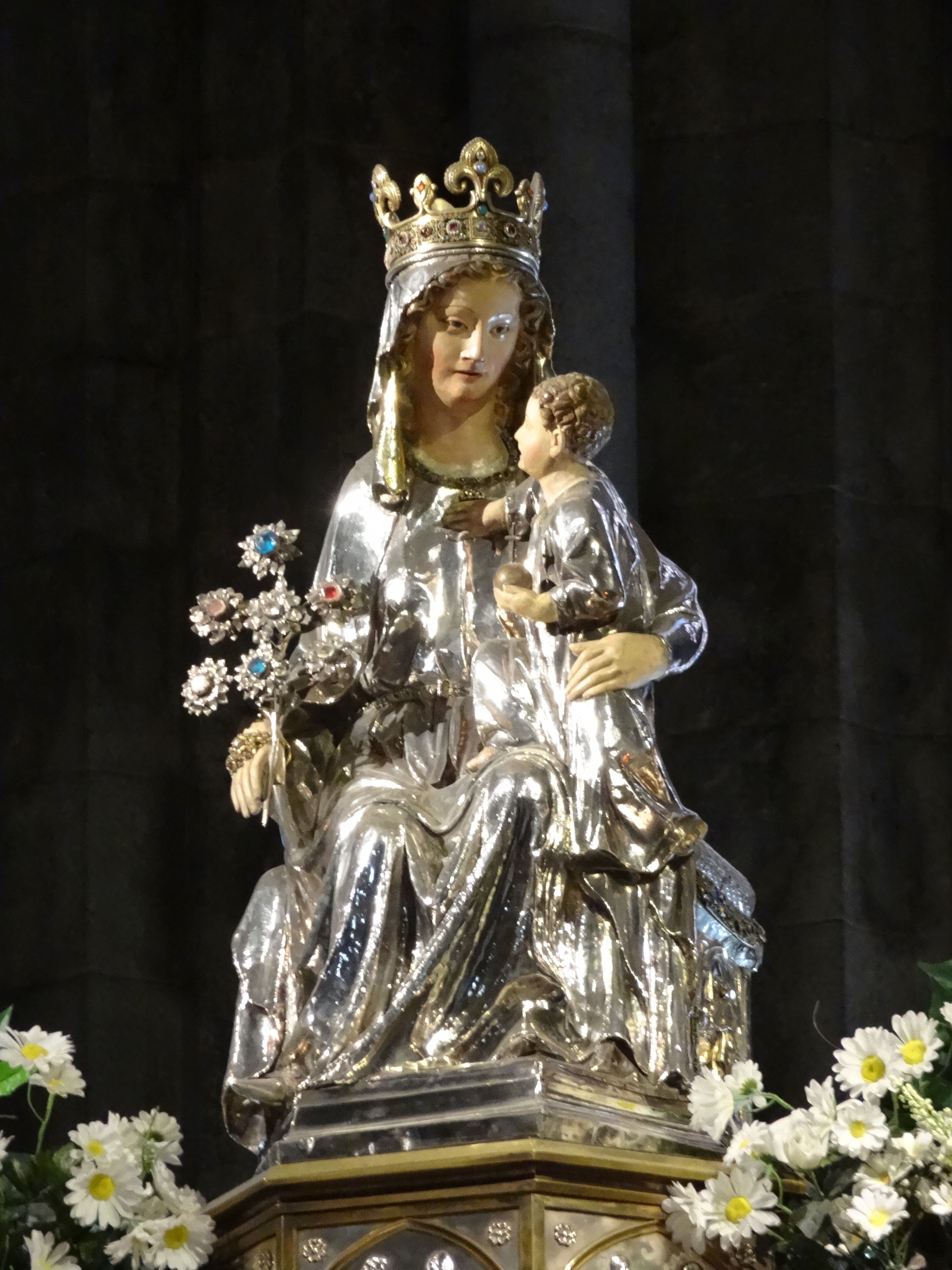
Santa María de Roncesvalles

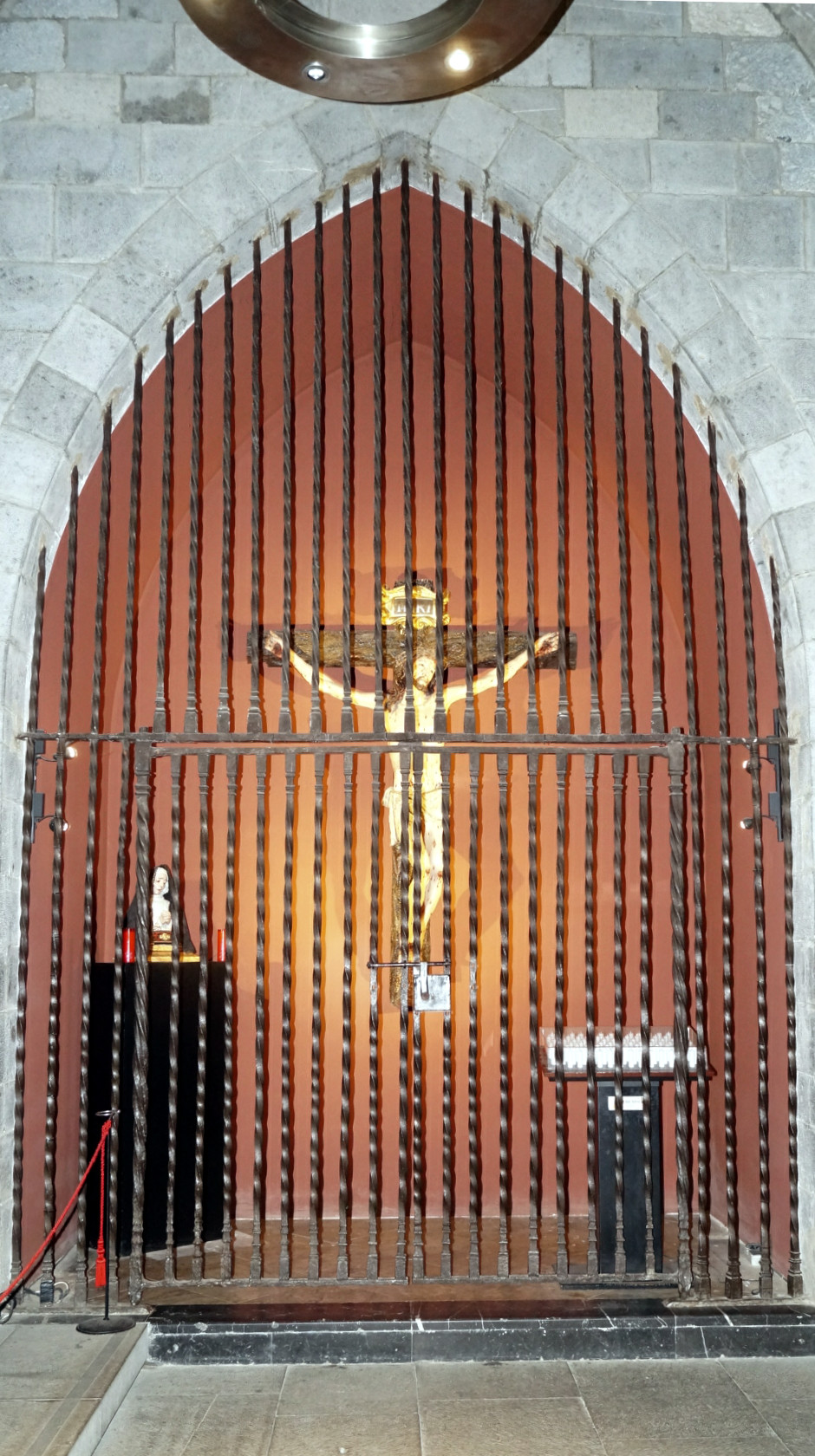
Capilla del Santo Cristo, iglesia de Roncesvalles

### Capilla del Santo Cristo
Pequeño espacio situado en la nave del lado de la epístola de la iglesia. Este recinto se encuentra cerrado con una reja desde principios del siglo XVII y está presidido por un Crucificado de tamaño natural del siglo XIX. A sus pies se localiza una Dolorosa de busto, fechada en el siglo XVII.

## Cripta
La iglesia cuenta con cripta pentagonal que abarca la cabecera y tramo del crucero. El primer tramo se cubre con bóveda de medio cañón apuntado y la cabecera lo hace con bóveda de paños. En los paños centrales de la cabecera se abren ventanales de medio punto. Perdura, aunque muy deteriorada, la decoración pictórica y el despiece del sillar gótico.